# Alliance for Democracy (Nigeria)
Die Alliance for Democracy (AD) (Allianz für Demokratie) ist eine progressiv ausgerichtete politische Partei in Nigeria.

## Politische Ausrichtung
Das offizielle Ziel der Partei ist es, Nigeria weiter zu liberalisieren.
Trotz ihres Anspruchs die gesamte nigerianische Gesellschaft zu repräsentieren und der Tatsache, dass ihr gegenwärtiger Vorsitzender, Ahmed Abdulkadir, aus dem Norden des Landes stammt, wird die AD vielfach als eine Partei angesehen, die vor allem die Interessen der Yoruba-Volksgruppe im Südwesten des Landes vertritt. In der Tat gründet sich die AD ideologisch auf den Prinzipien der Afenifere, einer sozio-kulturellen Organisation der Yoruba, die einen nicht unerheblichen Einfluss auf Politiker verschiedener Fraktionen innerhalb Nigerias ausübt. Die Afenifere bekämpfte gemeinsam mit der NADECO, einer militanten prodemokratischen Organisation, die Militärdiktaturen unter Ibrahim Babangida und Sani Abacha.
Das Motto der Partei lautet „Justice, Peace and Progress“ (übersetzt: Gerechtigkeit, Frieden und Fortschritt).

### Grundsätze
Die AD hat in ihrer Satzung unter anderem folgende Grundsätze festgeschrieben:
- Förderung einer demokratischen Gesellschaftsordnung
- Die Verteidigung der Verfassung Nigerias
- Bekämpfung von Armut und Korruption
- Durchsetzung religiöser Toleranz
- Förderung der wirtschaftlichen Entwicklung Nigerias
- Umsetzung der Menschenrechte für alle Nigerianer
- Stärkung der Rechte von Farmern und Arbeitern
- Unterstützung ländlicher Regionen
- Schaffung neuer Möglichkeiten für die Jugend in den Bereichen Bildung, Politik und Gesellschaft
- Verbesserung der Beziehungen zu den Ländern der Welt
- Wissenschaft und Forschung fördern
- Verbot aller Taten, die dem Wohl des nigerianischen Volks schaden könnten

## Geschichte
Am 9. September 1998 schloss sich das Southern Leader’s Forum (SLF) ein Dachverband von 18 südnigerianischen politischen Organisationen, mit dem United Democratic Congress (UDC), einer nordnigerianischen Organisation, sowie der United Party for National Salvation zu dieser neuen, landesweiten Allianz zusammen, mit dem Ziel, nach dem Ende der Militärdiktatur die Demokratisierung und Liberalisierung der nigerianischen Gesellschaft voranzutreiben. Parteivorsitzender war Ayo Adebanjo.
Bei den Wahlen vom Februar und März 1999 errang die AD 68 von 360 Repräsentantenhaus- und 20 von 109 Senatssitzen und profilierte sich damit als drittstärkste politische Kraft. Der von ihr unterstützte Präsidentschaftskandidat, Samuel Oluyemi Falae, den sie gemeinsam mit der konservativen All People’s Party favorisierte, unterlag gegen Olusegun Obasanjo.
Bei den Wahlen im April 2003 erreichte die Partei 8,8 % der Stimmen, 34 von 360 Sitzen im Repräsentantenhaus und 18 von 109 Sitzen im Senat.